# Hôtel de Saint-Paul
 (janvier 2017).
Si vous disposez d'ouvrages ou d'articles de référence ou si vous connaissez des sites web de qualité traitant du thème abordé ici, merci de compléter l'article en donnant les références utiles à sa vérifiabilité et en les liant à la section « Notes et références ».
L’hôtel de Saint-Paul est un hôtel particulier situé à Paris en France.

## Géographie
L’hôtel de Saint-Paul est situé au no 3 de la rue Roquépine, dans le 8e arrondissement de Paris.

## Historique
Le monument est construit entre 1861 et 1864 par l'architecte français Henri Parent à la demande du collectionneur d'art protestant Édouard André pour y installer sa collection, déplacée par la suite dans l'actuel musée Jacquemart-André (également construit par l'architecte Henri Parent et commandé par Édouard André). L'hôtel est situé à côté du temple protestant du Saint-Esprit de Paris, construit à la même époque et inauguré en 1865.

## Propriétaires
Plusieurs propriétaires s'y sont succédé :
- le collectionneur Édouard André en 1864,
- le banquier Samuel de Haber, le 29 janvier 1868[1],
- le marquis et la marquise de Saint Paul, le 21 avril 1879[2],[3],
- le marquis de Saint-Paul, le 2 janvier 1898[3],
- le marquis de Bausset Roquefort Duchaine d'Arbaud, le 3 octobre 1915,
- le collectionneur et député d'Ille-et-Vilaine François Guérault, le 31 mars 1921[3],
- Jean André Francis Arot, en 1930[3]